# Gruppo Mediapason
Il Gruppo Mediapason è un polo televisivo regionale italiano di proprietà di Sandro Parenzo, e raccoglie al suo interno cinque canali televisivi che coprono le regioni Lombardia e Piemonte (e Canton Ticino - Svizzera - via cavo).
Le reti ammiraglie del gruppo sono Telelombardia e Antennatre, alle quali si affiancano dei canali tematici locali di tipo all-news.
Il direttore responsabile che cura i palinsesti di rete è Fabio Ravezzani.
La sede centrale è collocata a Milano, nel quartiere della Bovisa in via Colico 21, dove si contano sette studi televisivi nei quali vengono registrati i programmi di Telelombardia, Antennatre, Top Calcio 24 e Milanow; mentre la sede piemontese, nella quale vengono realizzate le produzioni di Videogruppo e Top Planet, si trova presso il Centro Piero della Francesca di Torino, in corso Svizzera 185, che dispone di cinque studi televisivi.
A fine 2011 il gruppo agganciava più di 2.000.000 contatti quotidiani.

## Reti televisive
| Nome                 | LCN DTT   | LCN DTT  | Anno di nascita | Tipo             | Disponibilità                  |
| Nome                 | Lombardia | Piemonte | Anno di nascita | Tipo             | Disponibilità                  |
| -------------------- | --------- | -------- | --------------- | ---------------- | ------------------------------ |
| Telelombardia        | 10        |          | 1975            | Generalista      | FTA (HDTV)                     |
| Antennatre           | 11        | 1977     |                 | Generalista      | FTA (HDTV)                     |
| Videogruppo Piemonte |           | 12       | 1975            | Generalista      | FTA (HDTV) e streaming YouTube |
| Top Calcio 24        | 12        | 75       | 2010            | Sportivo         | FTA (HDTV) e streaming YouTube |
| Milanow              | 191       |          | 2010            | Semi-generalista | FTA e streaming YouTube        |

### Telelombardia
Telelombardia è una delle principali emittenti della Lombardia, dal 2015 in regione è leader negli ascolti rilevati dal sistema Auditel. L'emittente è nata nel 1975 ed è stata acquisita dall'attuale editore Sandro Parenzo nel 1994. Il suo palinsesto accoglie programmi di informazione, approfondimenti calcistici, talk-show d'attualità, cronaca e politica. Nel 2010 spegne il segnale analogico e accende quello digitale su un multiplex di proprietà, ricevibile in tutta la regione sul canale 46 UHF, dalla postazione principale di Valcava (e in isofrequenza da altre postazioni minori), posizionandosi sui ricevitori sulla LCN 10. In seguito alla riduzione delle frequenze dovuta alla liberazione della banda 700 MHz, dal giorno 8 marzo 2022 il mux di proprietà viene definitivamente spento, così l'emittente viene compresa nel mux "Reti Locali Lombardia 2" (UHF 34), gestito da Rai Way, mantenendo l'LCN 10 in tutta la regione, e coprendo anche le province di Piacenza e del Piemonte orientale.

### Antennatre
Antennatre è una storica emittente lombarda, fondata nel 1977 da Renzo Villa e acquisita nel 2003 dal gruppo Mediapason. Il suo palinsesto pone l'attenzione alla conservazione e valorizzazione delle tradizioni musicali, folcloristiche, artistiche ed enogastronomiche del territorio lombardo dando spazio all'intrattenimento ma anche ad appuntamenti sportivi e di attualità. Dal 2010 la si riceve sul digitale terrestre sulla LCN 11 nel multiplex di proprietà. Dal 2015 risulta la seconda rete locale più seguita della regione, dietro a Telelombardia. Con la riduzione delle frequenze dovuta alla liberazione della banda 700 MHz, dal giorno 8 marzo 2022 il mux di proprietà viene definitivamente spento, così l'emittente viene inserita nel mux "Reti Locali Lombardia 2" (UHF 34), mantenendo l'LCN 11 in tutta la regione, e coprendo anche le province di Piacenza e del Piemonte orientale.

### Videogruppo Piemonte
Videogruppo Piemonte è un'emittente torinese fondata nel 1975 ed entrata a far parte del gruppo di Sandro Parenzo nel 2006. Il suo palinsesto prevede la messa in onda di un telegiornale e di rubriche locali, la ritrasmissione in simultanea di alcuni programmi di Top Planet, e contemporaneamente anche la ripetizione delle dirette sportive di prima serata di Telelombardia e Antennatre. Dal 2010 trasmette in digitale sulla LCN 18, veicolata nel Piemonte occidentale dal multiplex di proprietà al canale 35 UHF. Con la riduzione delle frequenze dovuta alla liberazione della banda 700 MHz, dal giorno 7 marzo 2022 il mux di proprietà viene definitivamente spento, così l'emittente viene compresa nel mux "Reti Locali Piemonte 1", gestito da EI Towers, acquisendo l'LCN 12 e aumentando la copertura su tutta la regione, raggiungendo l'area occidentale - che include le città di Torino, Cuneo e Asti - sul canale UHF 41, e le restanti province sul canale UHF 21.

### Top Calcio 24
Top Calcio 24 è la prima rete del gruppo creata con l'avvento del digitale nel mese di maggio del 2010. È una all-news calcistica che segue da vicino le dinamiche delle squadre di Serie A Juventus, Milan, Inter, ma anche del Napoli, della Roma e della Lazio, con trasmissioni in diretta ogni giorno, telefoni aperti per gli interventi del pubblico da casa, e opinionisti del settore in studio. È sintonizzabile in Lombardia sul canale LCN 114, in Piemonte sulla LCN 94, in tutta Italia sulla LCN 152 (con identificativo Mondo Calcio, nel mux Rete A 2), in streaming sul sito ufficiale del gruppo Mediapason e sulla piattaforma You Tube. Dal 2 febbraio 2018, il canale ha iniziato a trasmettere in alta definizione, in chiaro (FTA), via satellite Hotbird 13° Est, mentre dal 28 marzo seguente, è visibile in alta definizione anche su Tivùsat alla posizione 57.
Dal 2020 Top Calcio 24 non è più visibile sulla piattaforma Tivùsat, mentre il 9 gennaio 2022 cessano le trasmissioni sul digitale terrestre a livello nazionale sul canale 152, rimanendo disponibile sul digitale terrestre solo a livello locale in Lombardia e in Piemonte, oltre che in streaming. Come le TV ammiraglie del gruppo, da marzo 2022 anch'essa cambia frequenze televisive e numeri di memorizzazione sui ricevitori: LCN 12 in Lombardia, a Piacenza e provincia, e in buona parte del Piemonte orientale, LCN 75 in tutto il Piemonte. Il 2024 dà inizio ad una collaborazione con la syndication 7 Gold, la quale diffonderà le principali produzioni di Top Calcio 24 in tutta la sua rete in gran parte delle regioni italiane. 

### Milanow
Milanow nasce nel novembre 2010 come rete all-news, con notizie di cronaca, attualità, politica, sport, cultura, spettacolo, il tutto incentrato sulla città di Milano e la sua provincia. Le dirette giornaliere prevedono la presenza di ospiti in studio e i telefoni aperti per i telespettatori che possono intervenire nei dibattiti o per informazioni varie; sono inclusi costanti collegamenti con la polizia stradale e con i vigili per aggiornamenti in tempo reale. In video compaiono cinque aree grafiche dove scorrono titoli, informazioni dell'ultima ora, notizie sportive e aggiornamenti del meteo e della viabilità. Milanow viene diffuso in tutta la Lombardia - lo si sintonizza sulla LCN 191 -, in streaming sul sito ufficiale del gruppo Mediapason e sulla piattaforma YouTube.
Dal 2016 il canale da tematico diventa semi-generalista diminuendo le ore di diretta e includendo in palinsesto anche programmi di intrattenimento musicale, rubriche di cucina e le repliche dei talk d'attualità, di politica e di cronaca in onda su Telelombardia e Antennatre. Lavorano a Milanow, tra gli altri, Giorgia Colombo, Laura Bellano, Livia Ronca, Stefano Ruberto, Federico Amadei, Marco Oliva e Stefano Golfari.

#### Programmi in onda
- L'amministratore risponde, telefoni aperti per le domande dei telespettatori all'esperto in studio.
- Il medico risponde, telefoni aperti per le domande dei telespettatori al medico in studio.
- New news, le ultime notizie in diretta.
- Cerco/offro lavoro, aggiornamenti sul mondo del lavoro e offerte di impiego.
- Le nostre pensioni, aggiornamenti sul sistema pensionistico.
- Sportello antitruffa, spazio a disposizione del cittadino con un'attenzione alle false notizie in circolazione.
- Spesa: non farti fregare, informazioni alla portata del consumatore.
- Lezioni di economia domestica, consigli sul risparmio.
- Cerco giustizia, spazio a disposizione del cittadino e delle sue problematiche.
- Legittima difesa, dibattiti con ospiti in studio con particolare attenzione nell'illustrare gli interventi delle autorità per migliorare la sicurezza del cittadino.
- Torno per cena, magazine che ospita personaggi locali trattando temi di cultura, spettacolo, ambiente e turismo.
- Tradizioni lombarde, spazio aperto alla promozione di avvenimenti locali di tipo musicale, o fiere, sagre, parate, mercati e quant'altro.
- La Lombardia e i suoi tesori, rubrica sul territorio e sulle tradizioni lombarde.
- Peccati di gola, rubrica culinaria.
- Teatromania, gli spettacoli teatrali milanesi.
- 4 zampe in TV, rubrica dedicati agli animali domestici.

### Top Planet
Top Planet è stato un canale dedicato esclusivamente alla squadra calcistica della Juventus, visibile sulla LCN 119 in Piemonte, compreso nel multiplex di Videogruppo Piemonte, e sulla LCN 192 in Lombardia, nel multiplex di Telelombardia, in streaming sul sito ufficiale del gruppo Mediapason e sulla piattaforma YouTube. Da marzo 2022 è divenuto un contenitore, sempre incentrato sulla "Vecchia Signora", che trasmette in diretta in tarda mattinata e nel pomeriggio sul canale Videogruppo Piemonte, nell'orario post-prandiale e nel tardo pomeriggio su Top Calcio 24. Tra i giornalisti di Top Planet figurano Salvatore Lo Presti e Caterina Autiero.
Ha iniziato le sue trasmissioni con il nome "J-Planet", poi mutato nel giro di qualche settimana in Top Planet, il 18 aprile 2016 nella sola regione Piemonte, andando ad occupare il posto di Torinow sul canale 199. Fino al 2021 è andato in onda in regione con l'identificativo "TORINOW", anche se l'emittente in questione non esiste più. Ha trasmesso talk d'informazione e intrattenimento in chiave bianconera, in diretta dagli studi di Videogruppo a Torino dal lunedì al venerdì dalle 10:30 alle 19:00, con ospiti in studio per analisi tecniche e tattiche delle partite della Juventus, aggiornamenti sul calcio mercato, sondaggi e pronostici, il tutto con la possibilità dei tifosi da casa di poter intervenire in diretta. Per diverse ore della giornata l'emittente è stata ripetuta in simulcast sulla rete madre Videogruppo.
Dal 1º maggio 2016 il palinsesto di Top Planet è sbarcato anche in nazionale sul canale Winga TV, al numero LCN 63 del digitale terrestre (mux Rete A 1), che ha ospitato le sue trasmissioni dalle 2 alle 19, fascia oraria precedentemente occupata dalla programmazione di Top Calcio 24. Dal 1º dicembre 2017 la programmazione si è spostata sul canale Mondo Calcio, che occupava la LCN 152 (mux Rete A 2), nello slot 10:30-19:00, mentre nelle restanti ore la nuova rete ripeteva Top Calcio 24. Lo spostamento è stato temporaneo, in quanto dal 22 dicembre ha cessato le sue trasmissioni in nazionale lasciando che Top Calcio 24 venisse veicolata per l'intera giornata su Mondo Calcio. Dal 27 dicembre seguente Top Planet è tornata a diffondere il segnale in Lombardia posizionandosi sulla LCN 192 (ex Top Gusto Lombardia) con identificativo "TOP PLANET TOP GUSTO - C6", mentre ha cambiato LCN in Piemonte, anticipando sul canale 119 con identificativo "Channel 4x4". Nella regione subalpina è stata presente anche alla LCN 671, doppione con identificativo "CANALE 6 PIEMONTE". 
Il canale viene chiuso a marzo 2022 a causa della riduzione delle frequenze per la liberazione della banda 700 MHz; i suoi contenuti sono accessibili al numero 12 del televisore (su Top Calcio 24 in Lombardia e Videogruppo in Piemonte).

#### Programmi in onda
- Tg Planet
- Good morning Top Planet
- Juve moment
- Rigiochiamola
- Top match
- Top jovani
- Miserere
- Top land
- Agorà - la piazza bianconera
- Top.com
- Top girl
- Top game
- Viva Top Planet
- Amarcord - i nostri ricordi
- Qui studio a voi J Stadium
- Top Mercato
- Black Vs White

## Reti televisive del passato

### T Sat
T-Sat è stato il canale satellitare del gruppo, nato nel 2006, con un palinsesto caratterizzato dal meglio della programmazione di Telelombardia e Antennatre. Ha diffuso il suo segnale sulla piattaforma televisiva Sky Italia al numero 901. Il 1º dicembre 2010 è diventato visibile solo per i possessori di Sky abbonati al pacchetto "News", spostandosi dal canale 901 al 591, per poi passare sul canale 511 il 4 luglio 2011. Ha cessato le trasmissioni nell'estate del 2013.

### Canale 6
Canale 6 è stata un'emittente lombarda nata nel 1978 e acquistata negli anni novanta da Telelombardia. Nell'era analogica è stata caratterizzata da un palinsesto prevalentemente musicale e commerciale. Con il passaggio al digitale veniva veicolata nel mux di proprietà sulla LCN 192. Dal 21 novembre 2011 l'editore ha deciso di cancellare il palinsesto di Canale 6 e di fargli ripetere 24 ore su 24 la nuova rete Top Gusto Lombardia. Analogamente veniva diffusa anche in Piemonte nel mux di Videogruppo sulla LCN 671 ripetendo l'all-news Torinow, già in etere sulla LCN 199, e dal 2016 la sportiva Top Planet. Dal 27 dicembre 2017 veicolava in entrambe le regioni il canale Top Planet, pur mantenendo il logo in video ma notevolmente rimpicciolito e collocato sullo schermo in alto a destra anziché in basso.

### Torinow
Torinow è stata una rete all-news dedicata alla città di Torino e provincia, partita nel mese di marzo del 2011, veicolata sulla LCN 199 dal multiplex di Videogruppo Piemonte. È stata la corrispondente versione piemontese di Milanow, canale tematico analogo irradiato e prodotto in Lombardia. Fra i programmi di approfondimento in onda vi erano Torino Live, Orario Continuato, Torino in onda: cronaca, Torino in onda: politica, Torinight e Juve e Toro News, curati dai redattori Carmen Vurchio, Claudio Bronzo, Nicola Gallo, Massimo Tadorni. Dal 2015 alcuni programmi in palinsesto venivano ripetuti in simultanea sull'ammiraglia Videogruppo (LCN 18) nella tarda mattinata e nel pomeriggio. Dal 18 aprile 2016 il canale ha cessato definitivamente la messa in onda, venendo sostituito da Top Planet, rete sportiva prodotta anch'essa negli studi di Torino.

### Top Gusto Lombardia
Top Gusto Lombardia è stato un canale tematico nato il 21 novembre 2011 sulle frequenze di Canale 6, che viene assorbita dalla nuova emittente pur mantenendo il logo in video. Veniva sintonizzata in Lombardia sulla LCN 192, facente parte del multiplex di Telelombardia. Si è dedicata interamente al settore enogastronomico, mandando in onda a ripetizione varie rubriche, tra le quali Lombardia in tavola, Peccati di gola, Le ricette di Giorgia, I consigli dello chef, Milano con gusto e Cose di casa. Inoltre, in grafica comparivano consigli di cucina e di salute, ricette varie e curiosità sui prodotti tipici lombardi. I volti di Top Gusto sono stati Giorgia Colombo e Clara Taormina. Il 27 dicembre 2017 ha chiuso i battenti lasciando il posto alla sportiva Top Planet, mentre le principali rubriche culinarie trasmesse vengono distribuite sui canali Antennatre, Milanow e ViVoPavia.

### ViVo Pavia
ViVo Pavia è stato un canale rivolto principalmente agli abitanti di Pavia, Vigevano e Voghera, nato il 17 ottobre 2016. Offriva notizie scorrevoli di attualità, cronaca, politica e costume del territorio pavese e dintorni, presenti in video sulla parte bassa dello schermo, rubriche dedicate all'enogastronomia e gli show musicali di Italianissima Tv. Lo si riceveva in Lombardia sulla LCN 116, nel multiplex di Telelombardia. Ha cessato le trasmissioni nel corso di maggio 2021.

### Top Tech
Top Tech ha iniziato le sue trasmissioni domenica 1º maggio 2011 ed è stato disponibile gratuitamente sul digitale terrestre, attraverso il multiplex di Telelombardia sulla posizione LCN 294, e il multiplex di Videogruppo Piemonte sulla posizione LCN 672. È stato il primo canale italiano rivolto alla tecnologia a 360 gradi, per 24 ore al giorno. Tra i conduttori del canale ci sono stati: Gabriele Di Matteo, Maria Remi, Jacopo Masi, Gigi Beltrame, Stefano Silvestri, Gianluigi Bonanomi, Almir Ambeskovic, Giancarlo Calzetta.
Dal 6 dicembre 2012, l'intera programmazione è stata sostituita con la trasmissione in simulcast dei programmi di Top Calcio 24 e di Milanow.
Dal 7 aprile 2015 la rete ha ospitato i contenuti del canale Intelligo TV. Il logo della nuova emittente è stato posto in basso a destra mentre quello di TOP TECH è stato rimpicciolito e posizionato in alto a sinistra. Non sono stati modificati gli identificativi dei canali, pertanto in entrambi i multiplex del gruppo Mediapason il nuovo canale ha mantenuto la dicitura "TOP TECH". Intelligo TV era totalmente dedicata al mondo del lavoro con talk in diretta, curati dal giornalista Roberto Poletti.
Da gennaio 2018, con lo spegnimento delle trasmissioni di Intelligo TV, Top Tech è tornata a veicolare la programmazione di Milanow fino allo spegnimento del canale, avvenuto nel mese di maggio 2021.

#### Programmi non più in onda
Fino al 5 dicembre 2012 il canale trasmetteva i seguenti programmi dedicati alla tecnologia:

##### Intrattenimento
- Apps: trasmissione che guida i telespettatori nel mondo delle applicazioni, gratuite e non, per tutti gli smartphone e i tablet. Condotto da Maria Remi con Gigi Beltrame.
- Games Tech: programma di approfondimento sul panorama dei videogames. Recensioni di videogiochi, classifiche di vendita, software, hardware ed uno sguardo al mondo dei professional gamer e delle competizioni. Condotto da Maria Remi con Stefano Silvestri.
- I Am Tech: spazio dedicato ai telespettatori, colti ai microfoni, dicono la loro sulla tecnologia ed esprimono i loro pareri su come vorrebbero fosse il loro top tech ideale.
- Startup Time: le idee che diventano imprese. Il programma ospita giovani e meno giovani imprenditori che spiegano il processo che ha portato una loro idea ad un'azienda consolidata. Conduce Almir Ambeskovic.
- Top of eBooks: notizie e classifiche dal mondo dell'editoria digitale. Conduce Gianluigi Bonanomi.

##### Magazine
- Live Tech: programma di approfondimento sulla tecnologia, in diretta dal lunedì al venerdì in tre appuntamenti della durata di un'ora: alle 13.00, alle 15.00 e alle 18.00 e in replica in varie fasce orarie. Durante Live Tech si susseguono ospiti del settore, opinionisti e giornalisti. Vengono presentate tutte le anteprime dei prodotti, le soluzioni per migliorare la qualità del lavoro, le nuove forme di intrattenimento e socializzazione e informazioni e curiosità sul mondo della tecnologia e del web. Conducono Gabriele Di Matteo e Maria Remi. Durante il programma è possibile intervenire in diretta scrivendo una mail o telefonando.
- Netc@fè: talk-show dedicato alle nuove tecnologie, che stanno rivoluzionando la vita. Con un linguaggio semplice e diretto i maggiori esperti raccontano pregi e difetti di telefonini, videogiochi, navigatori satellitari, lettori Mp3, fotocamere, pc, software, e svelano i trucchi per impradronirsi della complessa cultura digitale. Condotto da Gabriele Di Matteo con Maria Remi e Gigi Beltrame.
- Personaggio Tech: interviste ai personaggi di spicco nel mondo della tecnologia.

##### Rubriche
- Gabo Tech: talk show realizzato nei più noti store di tecnologia. Gabriele Di Matteo rivolge domande ai clienti del negozio sondando la loro conoscenza in campo "tech" e raccogliendo opinioni su prodotti, eventi, notizie.
- Help Tech: Jacopo Masi, insegnante di informatica, risponde alle domande dei telespettatori e li aiuta a risolvere, con consigli pratici e mirati, piccoli problemi con la tecnologia.
- News Tech: programma quotidiano di informazione e curiosità sul mondo della tecnologia e del web che offre in pochi minuti alcuni aggiornamenti sui fatti della settimana. Conduce Maria Remi.
- Special Tech: programmi di approfondimento su svariati temi di tecnologia: eventi, conferenze stampa, curiosità, approfondimenti per informare, aggiornare, intrattenere e divertire.
- Wiki Games: trasmissione che racconta la nascita e l'evoluzione dei giochi che hanno fatto la storia dei videogames. Condotto da Gigi Beltrame.

### Top Musica
Top Musica è stata sintonizzabile sulla LCN 613 del multiplex di Telelombardia dal dicembre 2010, per lungo tempo però ha mandato in onda solamente un promo a ciclo continuo che annunciava la partenza prossima delle trasmissioni. Le trasmissioni effettive sono partite nel luglio 2011. Inizialmente il palinsesto era caratterizzato dai varietà musicali di Telelombardia e Antennatre in replica, come Festa in piazza e Tuttaunaltramusica, e da spazi commerciali. Negli anni successivi, la rete ha diffuso 24 ore su 24 i contenuti della veneta Italianissima Tv, che comprendeva videoclip a rotazione delle orchestre da ballo italiane, concerti e vendita dei cd delle stesse orchestre.
Il canale viene chiuso il giorno 8 marzo 2022 a causa della riduzione delle frequenze dovuta alla liberazione della banda 700 MHz.